# خدمة الغيوم (رواية)
خدمة الغيوم (بالإنجليزية The Service of Clouds) - هي رواية للكاتبة الإنجليزية سوزان هيل، نشرت لأول مرة في عام 1998 من قبل تشاتو وويندوس. تأخذ
عنوانها من مقطع في جون روسكين يصف سيادة السحابة في رسم المناظر الطبيعية الحديثة.

## الهام وتجلى
كتبت سوزان هيل أن "الأمر لم يكن ناجمًا عن هوس أو ذاكرة طفولة. لقد نما بهدوء في رأسي". ومع ذلك، عند الضغط عليها، كشفت بعضًا من الحبكة: "إنها قصة النضوج، وتعلم الملاءمة". "في الانفصال عن المنزل. يتعلق الأمر بالحب الأبوي المهووس - وعكسه. الشخصية المركزية هي امرأة تعيش خلال حياة ابنها "

## تقديم
ينقسم السرد بين قصتي فلورا وابنها مولوي لكن الروايات لا تتداخل. تواجه فلورا وفاة والدها، والعلاقة الصعبة مع والدتها ماي، ثم ولادة أختها أولغا التي تعشقها والدتها. أصبحت فلورا مستقلة عن عائلتها وأصبحت مربية هيو، وهو صبي يبلغ من العمر ست سنوات قُتل بعد ذلك في حادث سيارة. حياة فلورا مصحوبة بسلسلة من حالات الفجيعة وخيبات الأمل. يعكس ابنها أيضًا تجاربها مع الموت عندما أصبح طبيباً. والأسف الأكبر هو أنه لم يتمكن من الحضور عند وفاة والدته فلورا. زوجته إليزابيث تعاني أيضًا من المرض وهو مصمم على تحسين حالتها.